# Gelijkenis van de bouwers op rots en op zand
De gelijkenis van de bouwers op rots en op zand (ook wel bekend als de gelijkenis van de wijze en de dwaze bouwers) is een parabel die door Jezus verteld werd. In Matteüs 7:24-27 sluit de parabel de bergrede af. De bergrede heeft een duidelijke parallel in de veldrede in Lucas 6:17-49. In Lucas 6:47-49 besluit de gelijkenis van het bouwen van een huis deze verhandeling.

## Inhoud
Jezus zei tegen zijn toehoorders dat de mensen die naar hem luisteren en zijn onderwijs in praktijk brengen, als een man zijn die zijn huis op een rots bouwde. Toen het begon te regenen en er een hevige storm kwam, stortte het huis dankzij de goede fundering niet in. Volgens Jezus zijn de mensen die naar hem luisteren, maar er niet naar handelden als een man die zijn huis op zand bouwde. Omdat dit huis door de regen en de storm instortte en er slechts een ruïne overbleef.

## Interpretatie
De gelijkenis benadrukt het belang van een fundament voor het toekomstige levenspad en is bedoeld om mensen aan te moedigen Jezus' leringen in praktijk te brengen.
Volgens de Amerikaanse nieuwtestamenticus Joel B. Green benadrukt deze gelijkenis de noodzaak om Jezus' onderwijs in praktijk te brengen, en spreekt het van "twee soorten mensen wiens hart wordt geopenbaard in hun daden".